# Pudłowski
Pudłowski (Kościesza odmienna I) – polski herb szlachecki z nobilitacji, odmiana herbu Kościesza.

## Opis herbu
Opis z wykorzystaniem zasad blazonowania, zaproponowanych przez Alfreda Znamierowskiego:
W polu czerwonym rogacina rozdarta i przekrzyżowana, srebrna.
Klejnot: trzy pióra strusie, z których środkowe czerwone, między nimi po gałązce palmowej, zielonej, całość między dwoma krzyżami jerozolimskimi, srebrnymi, utworzonymi z krzyżyków kawalerskich. 
Józef Szymański podaje klejnot bez krzyżyków.
Labry czerwone, podbite srebrem.

## Najwcześniejsze wzmianki
Nadany Melchiorowi i Janowi Pudłowskim przez Stefana Batorego w 1582 roku w obozie pod Pskowem. Po raz pierwszy herb pojawia się w herbarzu Paprockiego Herby rycerstwa polskiego w 1584.

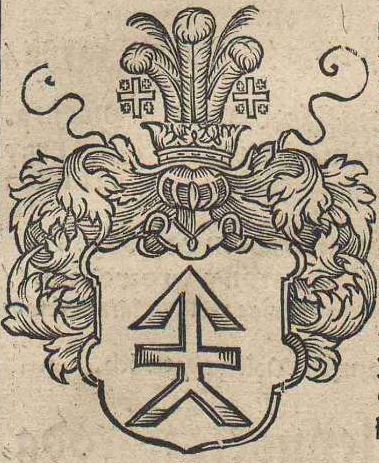
Drzeworyt z herbarza Bartłomieja Paprockiego wydanego w 1584 r.

## Herbowni
Herb ten, jako herb własny z nobilitacji osobistej, przysługiwał tylko jednemu rodowi herbownych: Pudłowski.